# 8e division de cavalerie (Empire allemand)
Pour les articles homonymes, voir 8e division.
La 8e division de cavalerie est une unité de cavalerie de l'armée saxonne, partie de l'armée impériale allemande, qui participe lors de la Première Guerre mondiale aux combats du front de l'Ouest en août 1914 et fait le reste de la guerre sur le front de l'Est. Elle est dissoute en avril 1918.

## Composition

### Août 1914
Au début de la guerre, la 8e division forme avec la 7e division de cavalerie (prussienne) et la division de cavalerie bavaroise le 3e haut commandement de cavalerie (Höheren Kavallerie-Kommandeur) commandé par le général Rudolf von Frommel et rattaché à la 6e armée du kronprinz Rupprecht de Bavière. Elle comprend les sous-unités suivantes :
- 23e brigade de cavalerie (de) (1re brigade royale saxonne)
  - Régiment de cavaliers lourds de la Garde (de)
  - 17e régiment d'uhlans (de)
- 38e brigade de cavalerie
  - 2e régiment de chasseurs à cheval
  - 6e régiment de chasseurs à cheval (de)
- 40e brigade de cavalerie (4e royale saxonne)
  - Régiment de carabiniers à cheval (2e régiment lourd)

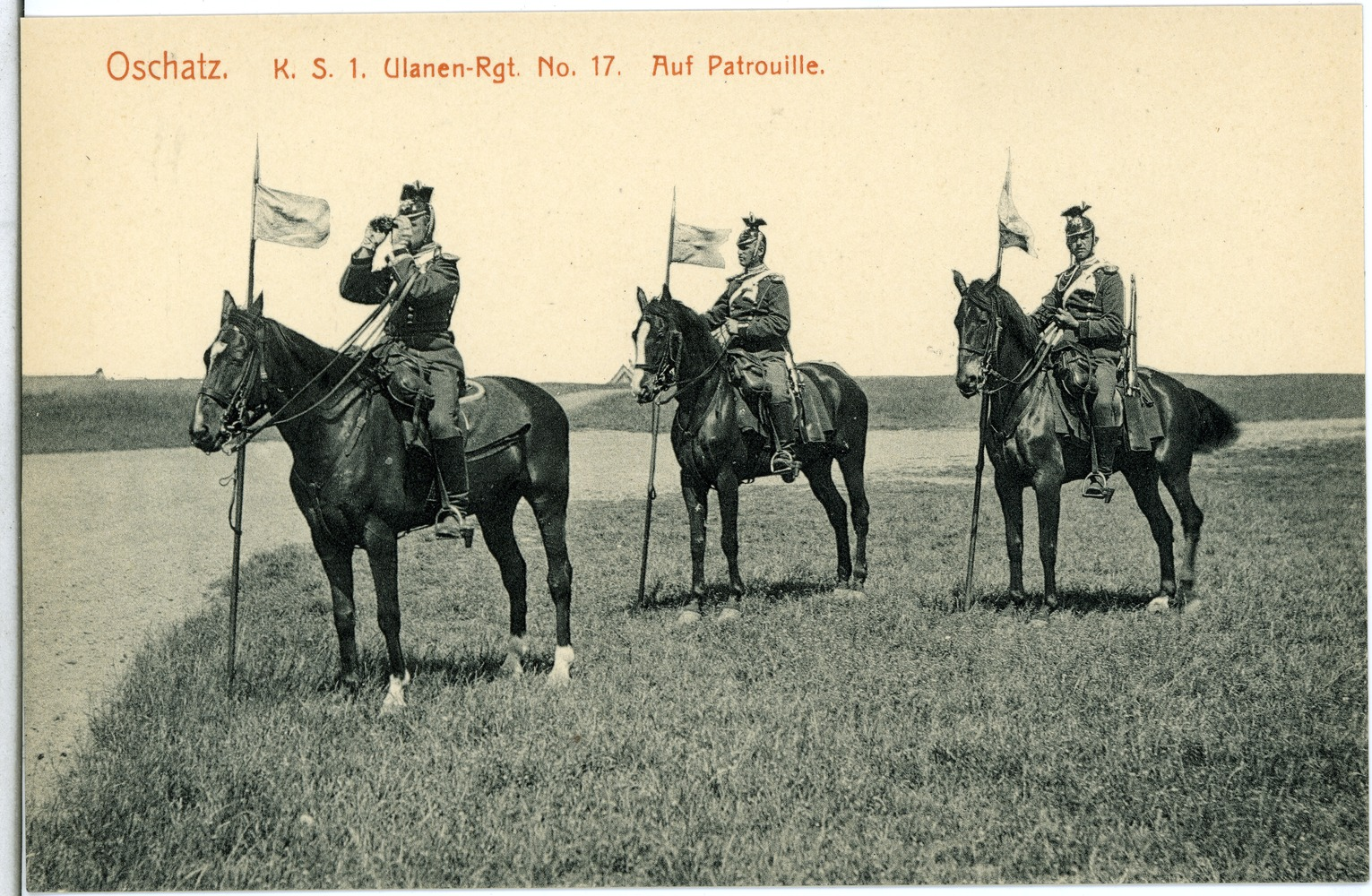
Cavaliers du d'uhlans saxon à l'exercice, carte postale de 1912.

- - 21e régiment d'uhlans (de)
- Détachement d'artillerie à cheval du 12e régiment d'artillerie de campagne
- 8e compagnie de mitrailleurs
- Compagnie de pionniers

### 1917-1918
- 1er février 1917 : la 23e brigade de cavalerie rejoint la 1re division de cavalerie en Courlande.
- 1er février 1917 : la 39e brigade de cavalerie rejoint la 4e division de cavalerie en Lettonie.
- 10 avril 1918 : la 40e brigade de cavalerie est dissoute.
- 20 avril 1918 : la 38e brigade de cavalerie rejoint la division de cavalerie de la Garde sur le front de l'Ouest ; celle-ci devient la division de tirailleurs de la Garde.

## Historique

### 1914
- 5 - 19 août : combats de reconnaissance en Lorraine.
- 20 - 22 août : bataille de Lorraine.
- 22 - 31 août : combats devant Nancy et Épinal.
- 31 août - 4 septembre : transport vers la province de Prusse-Orientale et rattachement à la 9e armée.

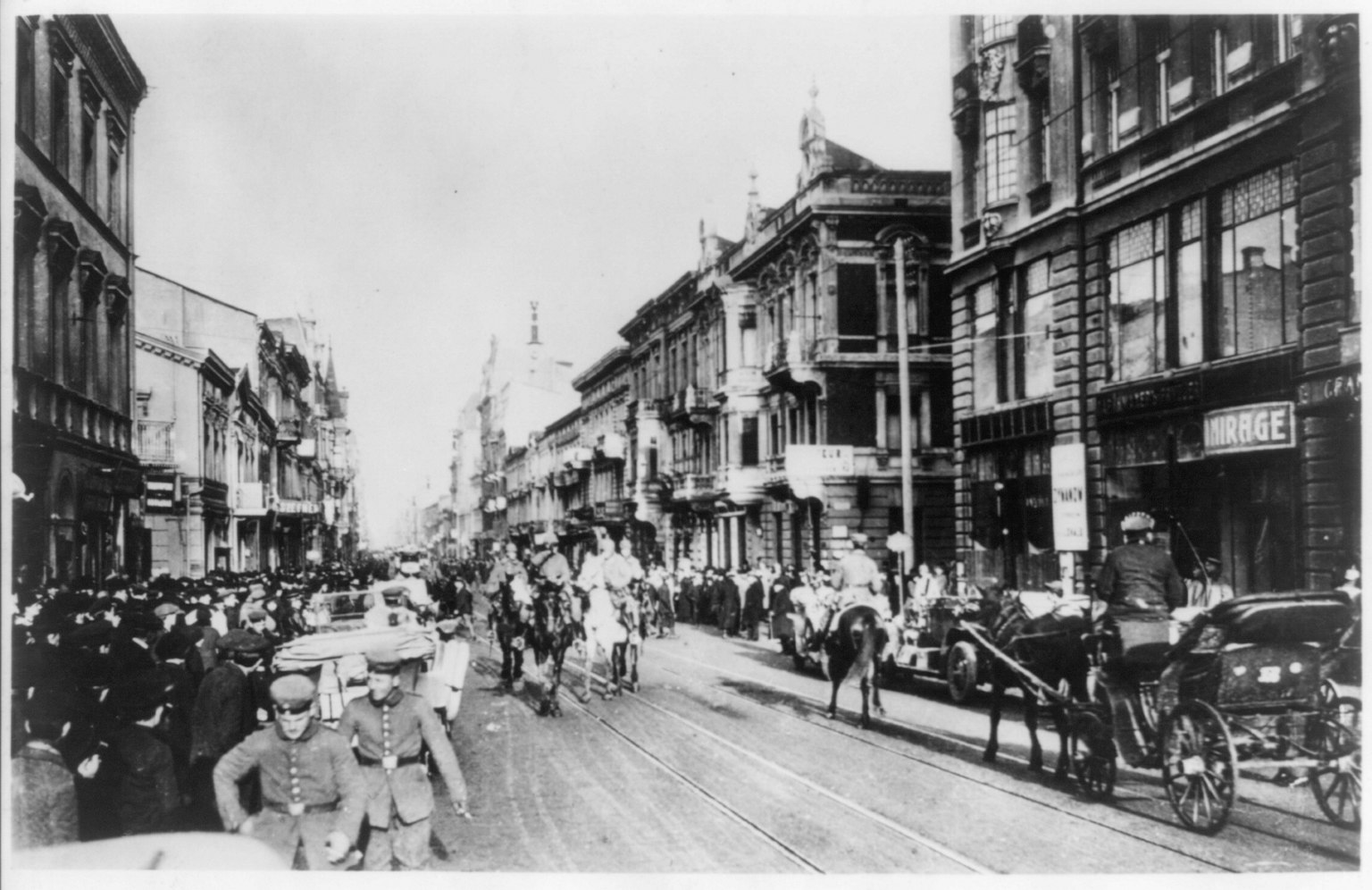
Entrée des troupes allemandes à Łódź, 1914.

- 5 - 15 septembre : première bataille des lacs de Mazurie.
- 27 septembre : la 8e division, avec le corps du général Rudolf von Frommel, est transférée dans le sud-ouest de la Pologne russe. Elle est stationnée entre Kępno et Kalisz[1].
- 1er - 8 octobre : combats de reconnaissance sur la Pilica et la Bzura.
- 9 - 19 octobre : bataille de la Vistule.
- 22 - 28 octobre : combats sur la Rawka.
- 3 - 5 novembre : combats de cavalerie sur la Warta.
- 9 novembre : combats de cavalerie sur la Warta.
- 16 novembre - 15 décembre : bataille de Łódź.
- À partir du 15 décembre : combats sur la Rawka et la Bzura.

### 1915

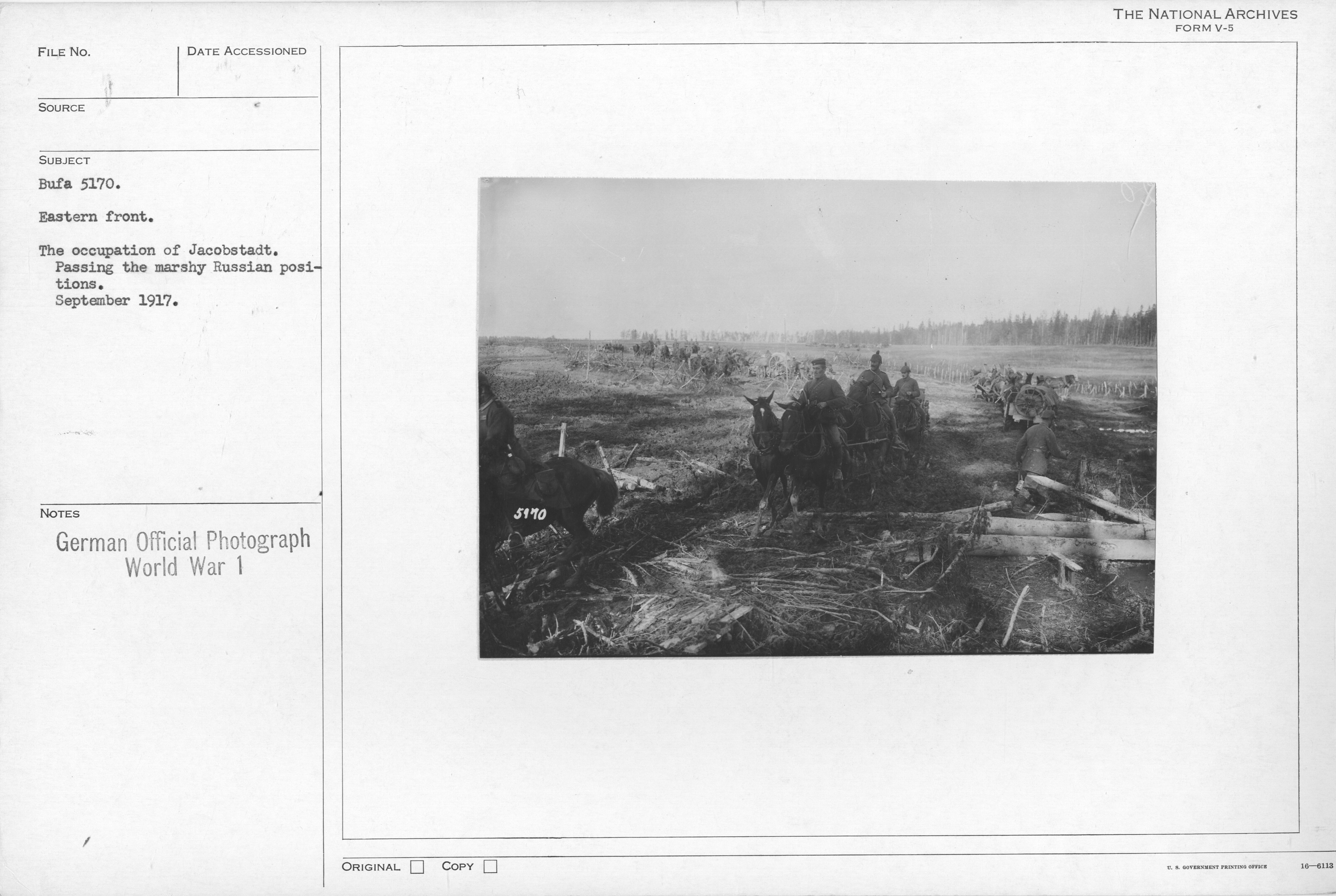
Avance de l'armée allemande dans les marais près de Jakobstadt (Jēkabpils), septembre 1917.

- Jusqu'au 15 juin : combats sur la Rawka et la Bzura.
- 16 juin - 13 juillet : combats sur la basse Venta.
- 14 - 25 juillet : combats autour de Šiauliai.
- 26 juillet - 2 août : offensive vers Mitau
- 3 - 28 août : combats de position sur la Lielupe, l'Iecava et de la Daugava.
- 29 août - 3 septembre : combats sur le Niémen et la Daugava.
- 5 - 28 septembre : offensive vers Jakobstadt (Jēkabpils).
- À partir du 29 septembre : combats de position devant Jakobstadt.

### 1916
- Jusqu'au 23 février : combats de position devant Jakobstadt.

### 1917
- 23 janvier - 8 février : batailles de l'Aa.
- 5 février - 7 décembre : combats de position devant Daugavpils
- 7 - 17 décembre : front inactif.
- À partir du 17 décembre : armistice russo-allemand

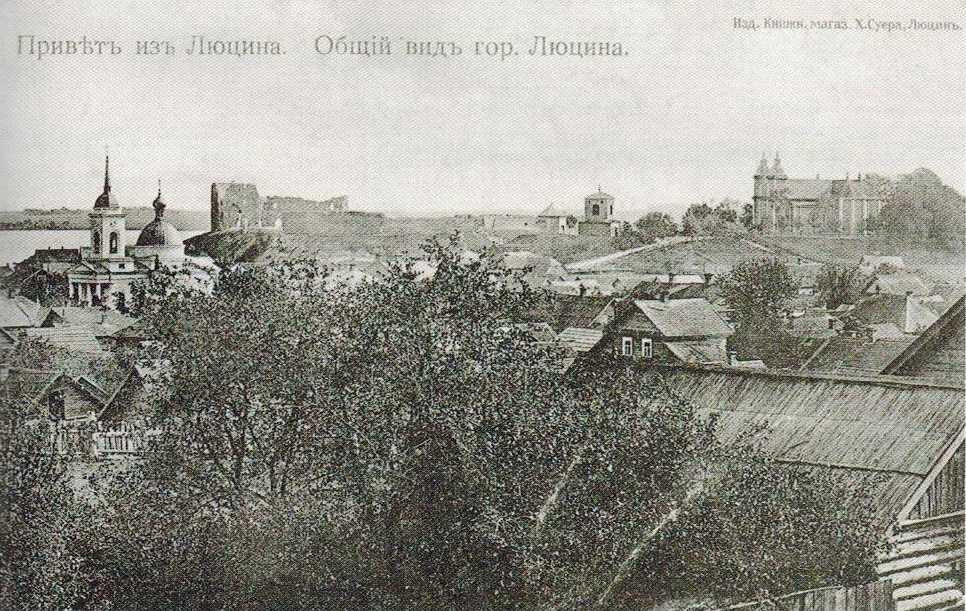
Bourg et château de Ludza, carte postale de 1910.

### 1918
- Jusqu'au 18 février : armistice.
- 18 février - 3 mars : opération Faustschlag.
  - 18 février : occupation de Daugavpils.
  - 18 février - 3 mars : avance vers le lac Peïpous et la haute Daugava.
- 3 - 8 mars : occupation de régions russes entre le lac Peïpous et la Daugava..
- 5 - 23 mars : combats contre des bandes autour de Ludza.
- 22 mars - 4 avril : occupation de régions grand-russiennes.
- 5 avril : dissolution de la division.

## Chefs de corps
| Grade           | Nom                                | Date                           |
| --------------- | ---------------------------------- | ------------------------------ |
| Generalleutnant | Günther von der Schulenburg-Hehlen | 2 août 1914 - 30 octobre 1914  |
| Generalleutnant | Robert von Kap-Herr                | 31 octobre 1914 - 12 juin 1915 |
| Generalmajor    | Eberhard von Schmettow             | 12 juin 1915 - 1er août 1916   |
| Generalmajor    | Otto von der Decken (de)           | 1er août 1916 - septembre 1917 |
| Generalmajor    | Viktor von Rosenberg-Lipinski (de) | Septembre 1917 - 5 avril 1918  |